# Makroökonómia

A makrogazdasági körforgás

A makroökonómia a modern közgazdaságtan egyik ága, amely – szemben az egyéni fogyasztók és vállalatok viselkedését, a piac működését elemző mikroökonómiával – a teljes nemzetgazdaságokat (és a közöttük lévő kapcsolatokat) vizsgálja, melyek állapotát aggregált változókon (mint a nemzeti jövedelem, az árszínvonal, az összes megtermelt termék és szolgáltatás mennyisége, munkanélküliség stb.) keresztül jellemzi. Kiemelt céljai közé tartozik, hogy a gazdasági döntéshozókat elemzéseivel segítse annak megértésében, miként érhetőek el az olyan fontos nemzeti (kormányzati) célok, mint a gazdasági növekedés gyorsítása, az árstabilitás és a foglalkoztatás szintjének növelése, vagy hogy miként valósítható meg az erőforrások hatékony allokációja (elosztása).

## A makroökonómia tárgya
- Gazdasági szektorok (háztartások, vállalkozások, az állam, bankrendszer és a külföld)
- Makrogazdasági mutatók (bruttó hazai termék (GDP), bruttó kibocsátás (GO), bruttó nemzeti jövedelem (GNI), bruttó nemzeti rendelkezésre álló jövedelem (GNDI)
- Aggregált kereslet és kínálat
- Pénzkínálat, pénzkereslet, monetáris politika
- Makrogazdasági egyensúly, IS-LM modell
- Infláció
- Munkanélküliség
- Gazdasági növekedés
- Gazdasági ciklusok

## A makroökonómia kezdetei
A gazdasági körforgás számszerűsített modellje François Quesnay Tableau économique c. 1758-as művében jelenik meg először. Adam Smith és David Ricardo műveiben még nem válik szét a mikro- és a makroökonómia.
A 19. században a gazdaságelmélet elsősorban mikroökonómiát jelentett. A korabeli angol gazdaságpolitikában a láthatatlan kéz és a laissez-faire-elmélet uralkodott, vagyis hogy a válságokat a kormányzati intézkedések okozzák, és beavatkozás nélkül, magára hagyva előbb-utóbb helyreáll a gazdasági egyensúly. (Lásd: Say-dogma.) A makroökonómiához igen közel álló marxi gazdaságelmélet ekkor marginális maradt a közgazdaságtanon belül.
A modern makroökonómia elképzelhetetlen volt addig, amíg nem készültek az egyes nemzetgazdaságokról összesített számbavételek. A rendszeres statisztikai adatgyűjtéshez, az adatok feldolgozásához speciális kormányzati intézményekre (állami statisztikai hivatalokra) van szükség. Ezek csak a 20. század elejére jöttek létre. A számítások elvégzéséhez a modern matematikai háttér, elsősorban a valószínűségszámítás elméletének kidolgozására, valamint megfelelő adatfeldolgozási és számítási kapacitások, azaz a modern számoló- és számítógépek megjelenésére is várni kellett.
A modern gazdaságstatisztikai módszerek egyik első kidolgozója Simon Kuznets volt.
Az 1930-as évekig a legtöbb közgazdasági elemzés az egyes vállalatokra és piacokra összpontosított; a '30-as évek elejének nagy világválsága hatására azonban gyors fejlődésnek indult a makroökonómia tudománya. Eme időszak talán legfontosabb egyénisége a sokak által az egész tudomány atyjának is tekintett John Maynard Keynes volt, aki az aggregált kínálat modelljének segítségével magyarázta a foglalkoztatás és a termelés ingadozásait. Az ő gondolatain alapul az ún. keynesi (ill. keynesiánus) közgazdaságtan.
A közgazdaság-tudomány művelői sokáig küszködtek azzal, hogy összebékítsék a makroökonómiai és mikroökonómiai modelleket, valahogyan összhangot teremtsenek a két, kezdetben élesen elkülönülő diszciplína között. Az 1950-es évektől kezdve terjedtek el a makroökonómiai jelenségek vizsgálatához használt mikroökonómiai megalapozottságú modellek, melyek segítségével feloldhatóak voltak a két tudományág elméletei közt feszülő ellentmondások. A Nobel-(emlék)díjas közgazdász, a holland Jan Tinbergen alkotta meg az első átfogó nemzeti makroökonómiai modellt, amelyet először csak Hollandiában, majd a második világháború után az Egyesült Királyságban és az Amerikai Egyesült Államokban is alkalmaztak.

## Makroökonómiai iskolák, irányzatok
- A keynesianizmus, amelynek középpontjában a nemzetgazdaságban stabilnak tartott fogyasztási függvény segítségével megalkotott aggregált kereslet áll. Az iskola követőei szerint az üzleti ciklusok következményei (munkanélküliség, infláció) a fiskális és a monetáris politika segítségével enyhíthetők.

- A Milton Friedman nevével fémjelzett monetarizmus a nemzetgazdaság legstabilabb összefüggésének ezzel szemben a pénz keresleti függvényét tekinti. A monetarizmus elsősorban a keynesiánus gazdaságpolitikákkal együtt járó magas inflációval szemben kialakult irányzat, ami szerint az infláció mindig monetáris jelenség. Vitatják a fiskális politika hatásosságát, mivel a kormányzati, a gazdaságot egyensúlyától eltérítő beavatkozásokat a pénzpiac a kamatok és az infláció változásával (a pénz értékének változásával) korrigálja. Ezen kívül az irányzat hívei szerint az inflációt, vagy deflációt nem aktív keresletszabályozó politikával érdemes kordában tartani (mint ezt a keynesianisták ajánlják), hanem a gazdaság pénzkeresletéhez igazodó és előre kiszámítható pénzkínálattal.

- Az Újklasszikus irányzat, amely a makroökonómiai jelenségeket egyének haszon-maximalizáló viselkedésére alapozott modellekkel magyarázza. Az iskola legismertebb eredménye, hogy a haszon-maximalizálás axiómáját kiterjesztette az emberek jövőre vonatkozó várakozásaira, azt feltételezve, hogy az emberek a jövőre vonatkozó legjobb tudásuk szerint hozzák meg döntéseiket (racionális várakozások).

- Az Újkeynesiánus irányzat, mely részben az újklasszikus makroökonómia elterjedése hatására jelent meg. Az irányzat kialakítói a keynesi közgazdaságtan számára próbáltak mikroökonómiai megalapozottságot biztosítani, azáltal, hogy rámutatnak azokra a valós piacok működésében található hibákra, tökéletlenségekre, amelyek indokolttá teszik a keresletszabályozást.

- A kínálat-oldali közgazdaságtan irányzata

- Az ún. osztrák makroökonómiai iskola